# فلسفة بريطانية
تشير الفلسفة البريطانية إلى النمط الفلسفي للشعب البريطاني. «تتلخص السمات الجوهرية للفلسفة البريطانية فيما يلي: مفهوم البديهية، وكراهية الإبهام، وتفضيل شديد للملموس على المجرد، ومصداقية في الأسلوب تتسم بالغرابة، حيث تضمّ نفَسًا شعريًا بشكل عرضي».

## في القرون الوسطى

### أنسلم من كانتربري
القديس أنسلم من كانتربري (1033 – 1109 تقريبًا) فيلسوفٌ ولاهوتيّ بارز في الكنيسة الكاثوليكية، وقد شغل منصب رئيس أساقفة كانتربري من العام 1093 حتى 1109. يُشتهر أنسلم بحجته الأنطولوجية لإثبات وجود الرب، وبنظرية الرضا في الكفارة. تعتبر أعمال أنسلم فلسفية ولاهوتية في نفس الوقت كونها تهدف إلى جعل ركائز العقيدة المسيحية نظامًا منطقيًا، مع أنه يُنظر إليها تقليديًا بوصفها حقيقة منزّلة.

### وليام من شيروود
وليام من شيروود، فيلسوف سكولاستيّ إنجليزي، ومشتغلٌ بالمنطق، ومعلّم عاش في القرون الوسطى. لا تتوفر الكثير من المعلومات عن حياته، إنما يُعتقد أنه درس في باريس وعملَ أستاذًا في أوكسفورد في العام 1252. أصدر وليام شيروود كتابَين تركا أثرًا واضحًا في تطوير المنطق القياسي: مقدمة في المنطق، وسينكاغوريماتا. يُعتبر هذان الكتابان الأوليان مِن نوعهما في مجال التعامل بطريقة منهجية مع ما يُعرف حاليًا باسم نظرية الافتراض، وكان لهما تأثير على تطوير المنطق في كل من إنجلترا والقارة الأوروبية بأكملها. وفقًا لما ذكره روجر بيكون، فقد كان شيروود من بين «أوسع الحكماء شهرة في العالم المسيحي»، والذي يضع بينهم كذلك شخصًا آخر باسم ألبيرتوس ماغنوس. واعتبر بيكون أن شيروود «أعمق حكمة من ألبيرتوس».

### روجر بيكون
روجر بيكون (1214–1294)، والذي يُعرف كذلك باسم دكتور ميرابيليس (التي تعني باللغة اللاتينية: «الدكتور المذهل»)، فيلسوف إنجليزي، وراهب فرنسيسكاني انصبّ اهتمامه على الأساليب التجريبية. ويُعدّ أحيانًا واحد من أول المدافعين الأوروبيين عن المنهج العلمي الحديث المستلهَم من أعمال أفلاطون وأرسطو والذي نقله العلماء الإسلاميون الأوائل مثل ابن سينا وابن رشد.

### دانز سكوطس
جون دانز سكوطس (1265 تقريبًا – 8 نوفمبر 1308) فيلسوف وعالم لاهوتي مهمّ في العصور الوسطى العليا. وُلد سكوطس في العام 1265 تقريبًا في دانز الواقعة في بيرويكشير، في اسكتلندا. في العام 1291 نُصّب كاهنًا في نورثامبتون في إنجلترا. تذكر ملاحظة وردت في مجلد المخطوطات 66 لكلية ميرتون بأكسفورد أن سكوطس «لمع نجمه في كامبريدج، وأكسفورد، وباريس». توفي في كولونيا في العام 1308. ويرقد في «كنيسة الحمل المقدّس»، كنيسة الفرنسيسكان (أو الرهبان الأصاغر) في كولونيا. طوّبه البابا يوحنا بولس الثاني في 20 مارس 1993.
يُلقّب بالدكتور الأريب، اشتهر بـفكرة «وحدانية الوجود»، والتمييز الصوري، وفكرة الجوهر. تعني وحدانية الوجود أن الوجود هو المفهوم الأشدّ تجريدًا لدينا، ويمكن تطبيقه على كل ما هو موجود. أما التمييز الصوري فهو طريقة للتمييز بين الأوجه المتعددة للشيء نفسه، بحيث يكون التمييز وسيطًا بين ما هو تصوّريّ مجرد وبين ما هو حقيقي تمامًا أو مستقل عن العقل. أما الجوهر فيرتبط بفكرة «الهذا»، وهو مفهوم يُشير إلى النوعيات، أو الخصائص، أو الصفات المتفرّدة للشيء، والتي تجعله ما هو عليه.

### وليم الأوكامي
وليم الأوكامي (1288 – 1348 تقريبًا) راهب فرنسيسكاني إنجليزي وفيلسوف سكولاستي. ولعلّه أكثر شهرةً بسبب مبدأ التقتير، الذي يُعرف باسم نصل أوكام. يُقال إن هذا المصطلح لا يظهر فعليًا في كتاباته، ولكنه يلخص المبدأ الذي أعرب عنه في عبارات مثل: «لا يجب أبدًا افتراض التعددية دونما حاجة لذلك»، و«إنه لا جدوى من الإكثار من الأفعال لتحقيق ما يُمكن تحقيقه بأفعال أقلّ». بصورة عامة، يُشير المصطلح إلى التفريق بين فرضيتين إما عن طريق «طرح» الافتراضات غير اللازمة، أو من خلال الفصل بين استنتاجين متشابهين.
والمقولة التي غالبًا ما تُنسب إلى أوكام: («لا ينبغي أن تتضاعف الكيانات فوق الحاجة») لا تردُ في كتاباته التي وصلتنا؛ إنما جاءت هذه الصياغة من جون بانش الذي استخدمها في وصف «القاعدة البديهية المشتركة» لدى أتباع الفلسفة السكولاستية. 

## في الحقبة المعاصرة

### فرانسيس بيكون
يُعتبر فرانسيس بيكون (1561–1626) الإنجليزي سياسيًا، وعالمًا، وحقوقيًا، ومحاميًا، ومؤلفًا، علاوةً على كونه فيلسوفًا. تشتهر قصة وفاته بسبب التهاب رئوي أصابه خلال دراسته آثار التجمّد على حفظ اللحوم. شغل بيكون منصب النائب العام لإنجلترا وويلز، ومنصب السيد المستشار في إنجلترا. على الرغم من أن مسيرته السياسية انتهت ملطخةً بالعار، فقد حافظ على تأثيره الواسع عبر أعماله، لا سيما بالنظر إلى دفاعه وممارسته الفلسفية للمنهج العلمي وريادته في الثورة العلمية.
أُطلق على بيكون تسمية «أبو المنهج التجريبي». رسّخت أعماله المنهجيات الاستنتاجية في البحث العلمي وأكسبتها شهرة كذلك، وغالبًا ما تسمى المنهج البيكوني، أو المنهج العلمي، بكل بساطة. شكّلت مطالبته بإجراءٍ مخطّط للبحث في جميع الأشياء الطبيعية شكّلت منعطفًا جديدًا ضمن السياق الخطابي والنظري للعلم، والذي ما يزال الكثير منه رديفًا للمفاهيم المنهجية المتّبعة في الوقت الحاضر. لعلّ تفانيه في العمل قد أفضى إلى وفاته، ولهذا السبب فقد شُمِل في المجموعة التاريخية النادرة من العلماء الذين لقوا حتفهم بسبب تجاربهم الخاصة.

### توماس هوبز
توماس هوبز (1588–1679) فيلسوف إنجليزي، يُعرف في الوقت الحالي بسبب كتاباته في حقل الفلسفة السياسية. وضعَ كتابه الليفايثان المنشور في العام 1651 الأساسَ الذي انطلقت منه غالبية الفلسفة السياسية الغربية، من منظور نظرية العقد الاجتماعي.
كان هوبز منحازًا لفكرة حكم الملك المطلَق، ومع ذلك فقد طور بعض ركائز الفكر الليبرالي الأوروبي: حق الفرد، والمساواة الطبيعية بين جميع البشر؛ والطبيعة المكتسبة للنظام السياسي (وهي الفكرة التي أثمرت فيما بعد التمييز بين المجتمع المدني والدولة)، والرأي القائل بأن أيما سلطة سياسية شرعية يجب أن تحمل صفة «تمثيلية» وتستند إلى موافقة الشعب، والتفسير الليبرالي للقانون الذي يترك للناس حرية فعل ما لا يحظر القانون فعله صراحة.
امتدت إسهامات هوبز لتشمل عدة مجالات متنوعة، منها التاريخ، والهندسة، وفيزياء الغازات، واللاهوت، والأخلاقيات، والفلسفة العامة، والعلوم السياسية. وأثبت وصفه للطبيعة البشرية، بأنها تعاون لتحقيق مصلحة ذاتية، أثبت استدامته في مجال فلسفة علم الإنسان. ويُعتبر هوبز أحد الآباء المؤسسين للفلسفة المادية.

### الثلاثي التقليدي للتجريبيين البريطانيين
في بداية العصر الحديث، يُعتبر جون لوك، وجورج بيركلي، وديفيد هيوم الثلاثي التجريبي البريطاني «التقليدي». ويشير مصطلح «التجريبية البريطانية» إلى الأعراف الفلسفية في بريطانيا التي قدّمها أولئك المفكرون (مع أن هذا المذهب يمتد بجذوره في بريطانيا إلى روجر بيكون). وعلى الرغم من كون بيركلي إيرلنديًا، فقد كان يُشار إليه باعتباره بريطانيًا، نظرًا لكون مقاطعة كيلكيني، التي كان يعيش فيها في أيرلندا، جزءًا من المملكة المتحدة لبريطانيا العظمى وأيرلندا في ذلك الزمن.

#### جون لوك
اعتُبر جون لوك (1632–1704) تجريبيًا في بواكير الفلسفة الحديثة. ومن هذا المنطلق، (وعلى النقيض من رينيه ديكارت)، فقد آمن لوك أن جميع الأشياء المتعلقة بالفهم هي أفكار، والأفكار توجد في العقل. وتمثّل أحد أهدافه في عمله «مقال خاص بالفهم البشري» في تقفّي أصل الأفكار. ليس ثمة أفكار فطرية «تنطبع على العقل» عند الولادة، إنما تتأتّى المعرفة عن طريق التجربة. فضلًا عن ذلك، توجد أفكار بسيطة وأفكار مركّبة. أما الأفكار البسيطة في تدخل عن طريق الحواس، وهي بسيطة وغير متمازجة. في حين أن الأفكار المعقدة هي عبارة عن أفكار بسيطة دُمجت ورُبطت عن طريق النشاط التجريدي للعقل.